# Grässtjärnblomma
Grässtjärnblomma (Stellaria graminea) L. är en ört i släktet stjärnblommor. 

## Beskrivning
Grässtjärnblomma har ett spensligt, grenigt växtsätt och blir 10 – 50 cm hög med små, vita blommor.

Tvåsidigt knippe

Stjälkarna är fyrkantiga och därmed vekare än ett runt strå. Därför blir grässtjärnblommor ofta nerliggande mot marken.
Blommorna är 5 mm tvärs över, och växer i tvåsidiga knippen. Blomningstid juni — september.
Ståndareantalet är normalt tio, men kan variera.

## Habitat
Grässtjärnblomma är en mycket vanlig ängsmarksväxt i nästan hela Europa.

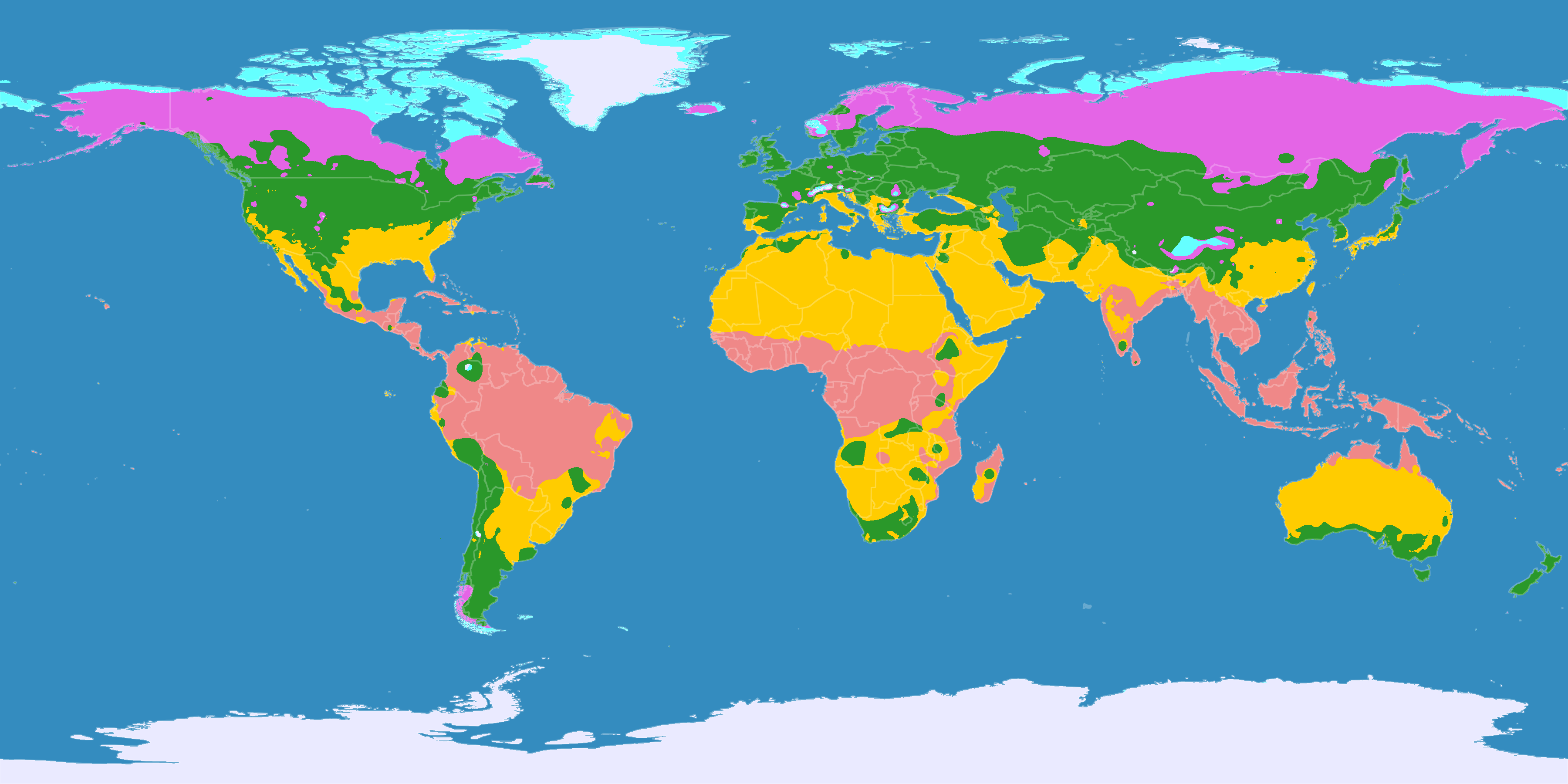
Den tempererade zonen markerad med grönt.
Vänsterklicka på bilden för förstoring

Söderut begränsas utbredningen av Pyrenéerna och Alperna. Därför saknas grässtjärnblomma i Spanien och Portugal samt i stort sett hela Italien.
Dess utbredning går i övrigt österut till tempererade delar av Kaukasien och Sibirien.
Den har introducerats i Australien (New South Wales), Nya Zeeland och Sydamerika (Argentina, Tierra del Fuego).
I Jämtland når den 1 040 m ö h, men i norra Norge ej längre än 200 m ö h.
På Island är den sällsynt och saknas helt på Färöarna.
I Sverige är den vanlig i gräsmattor. 

### Utbredningskartor
- Norden

- Norra halvklotet 
  - Ej ursprunglig i Nordamerika

## Biotop
Torra backar, utkanten av skogspartier, vägkanter.

## Etymologi
- Släktnamnet Stellaria kommer av latin stella = stjärna.
- Artepitetet graminea, syftar på utseendet på örtens blad, jämför latin gramen, som har betydelsen gräs, därav gramineus = gräsliknande. Graminea är femininum av gramineus.

## Bygdemål
En svensk botaniker lär ha förtecknat hela 211 svenska bygdemålnamn för grässtjärnblomma, men listan är försvunnen.
| Namn                  | Trakt | Belagt år |
| --------------------- | ----- | --------- |
|                       |       |           |
| Lilla vit Stjernegräs |       | 1694      |
| Ängsstjernarv         |       | 1905      |

## Bilder

Bildgalleri
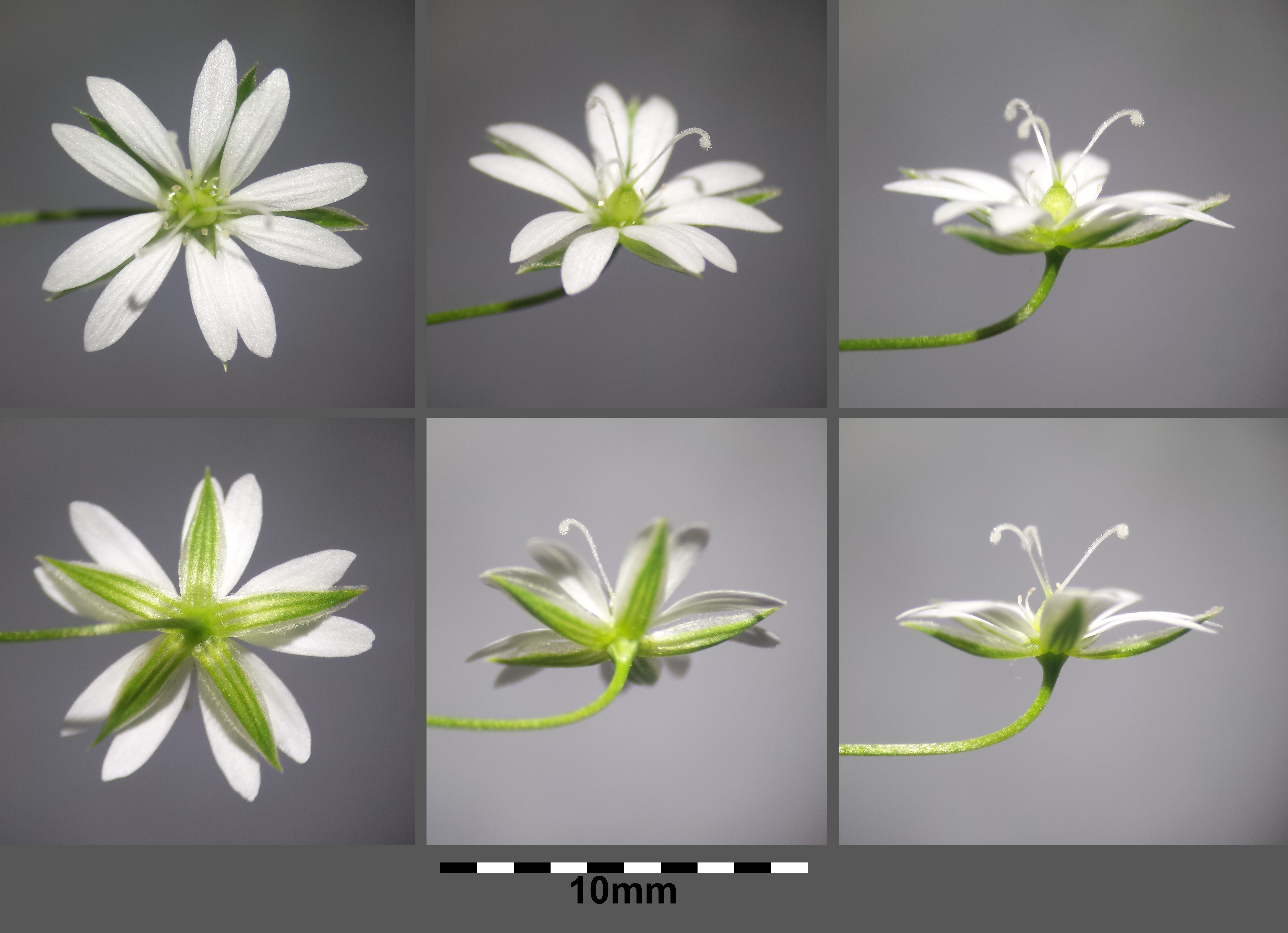
Blommor, sedda från olika håll De fem kronbladen är så djupt inskurna att de skenbart ser ut som tio
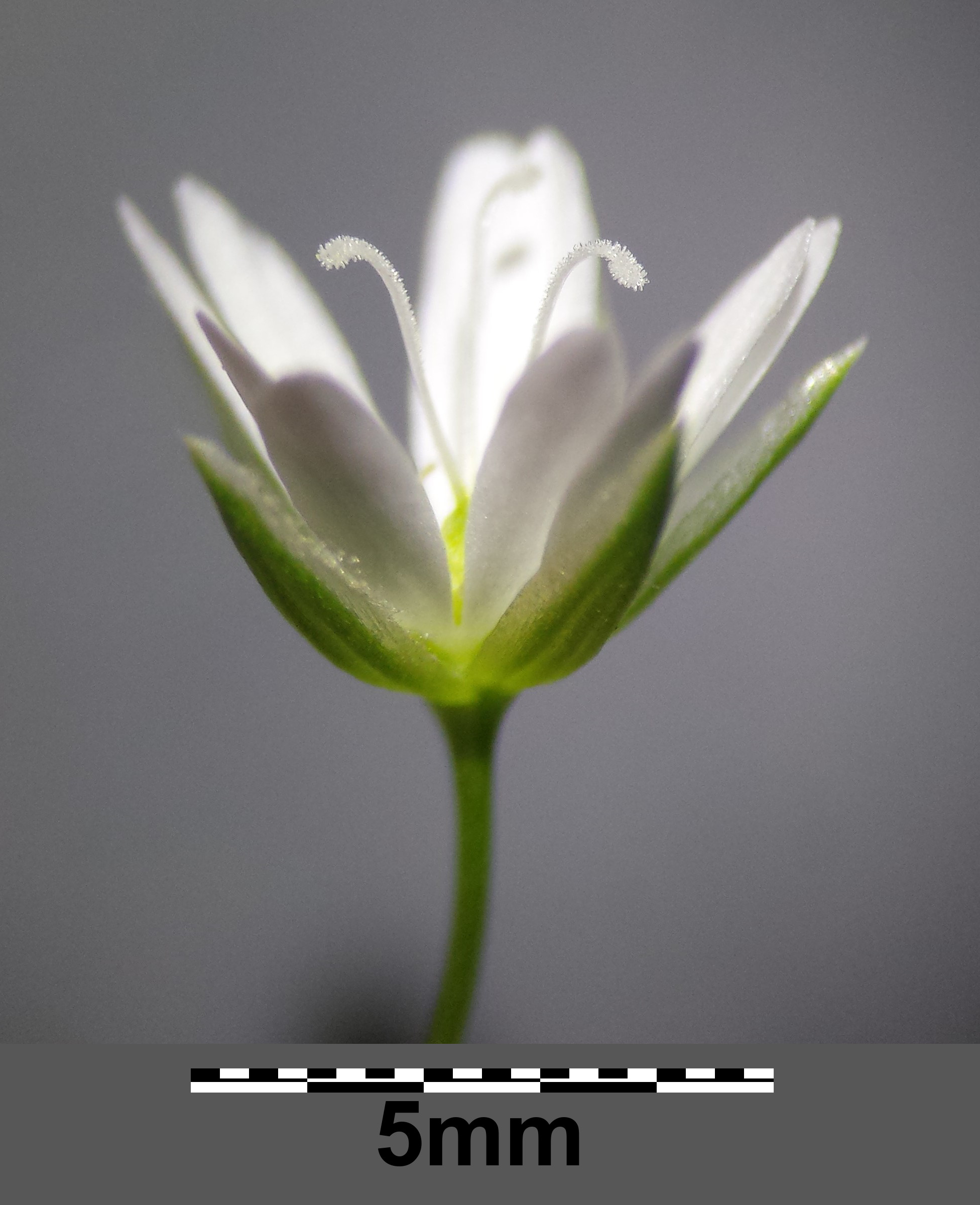
Ännu ej helt utslagen blomma Pistillens stift sticker långt ut; i toppen syns märket
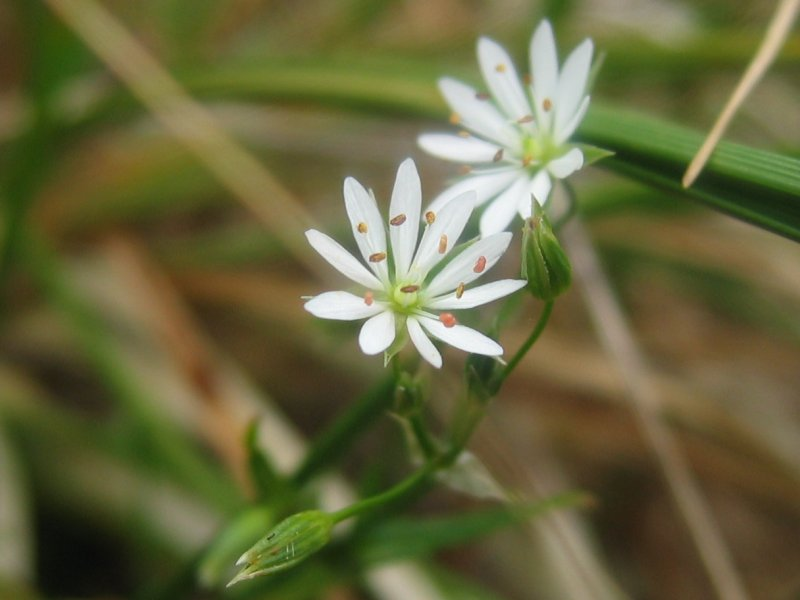
Tio orangefärgade ståndarknappar avtecknar sig mot de fem (!) vita kronbladen
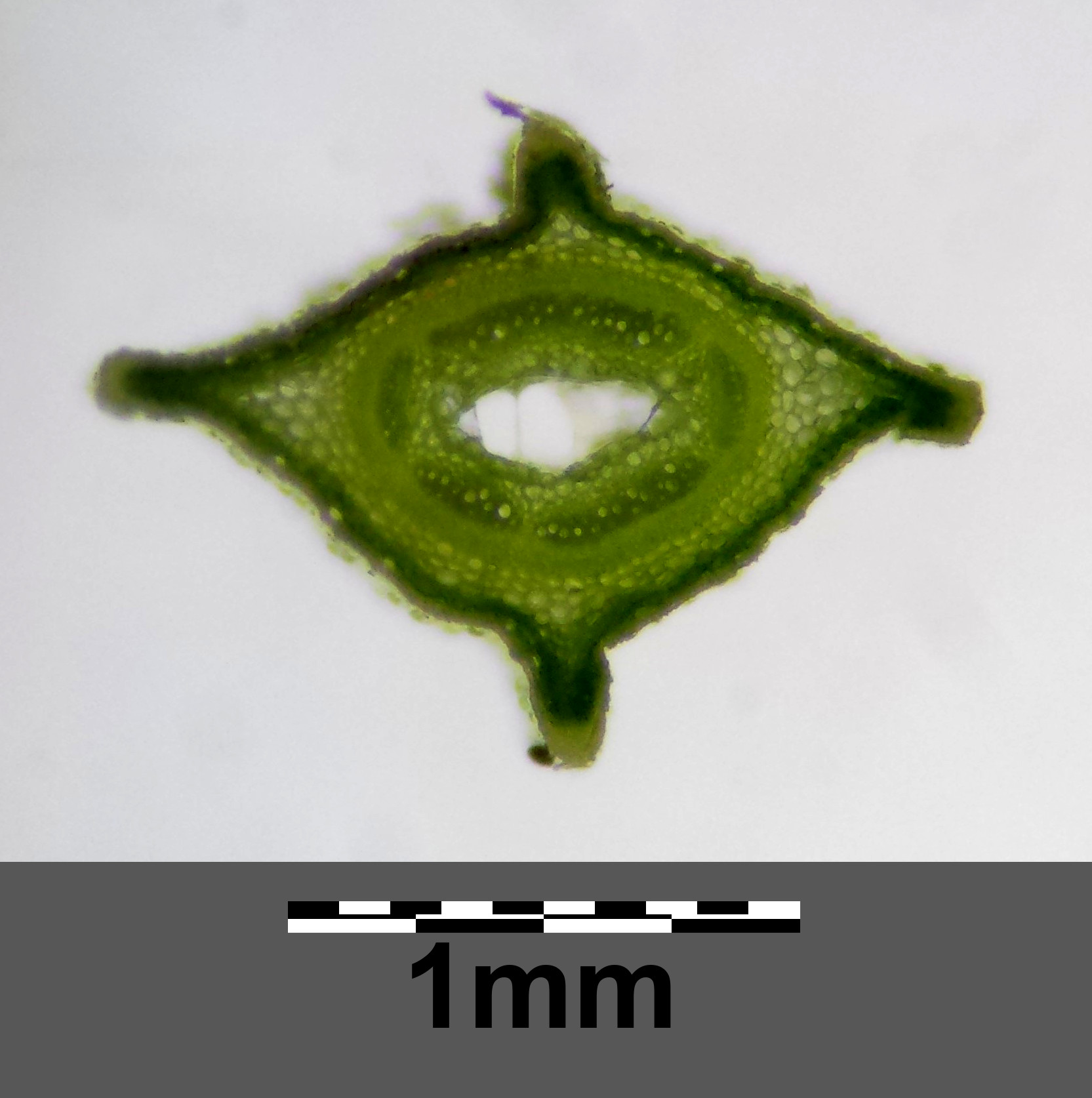
Genomskärning av en stipel
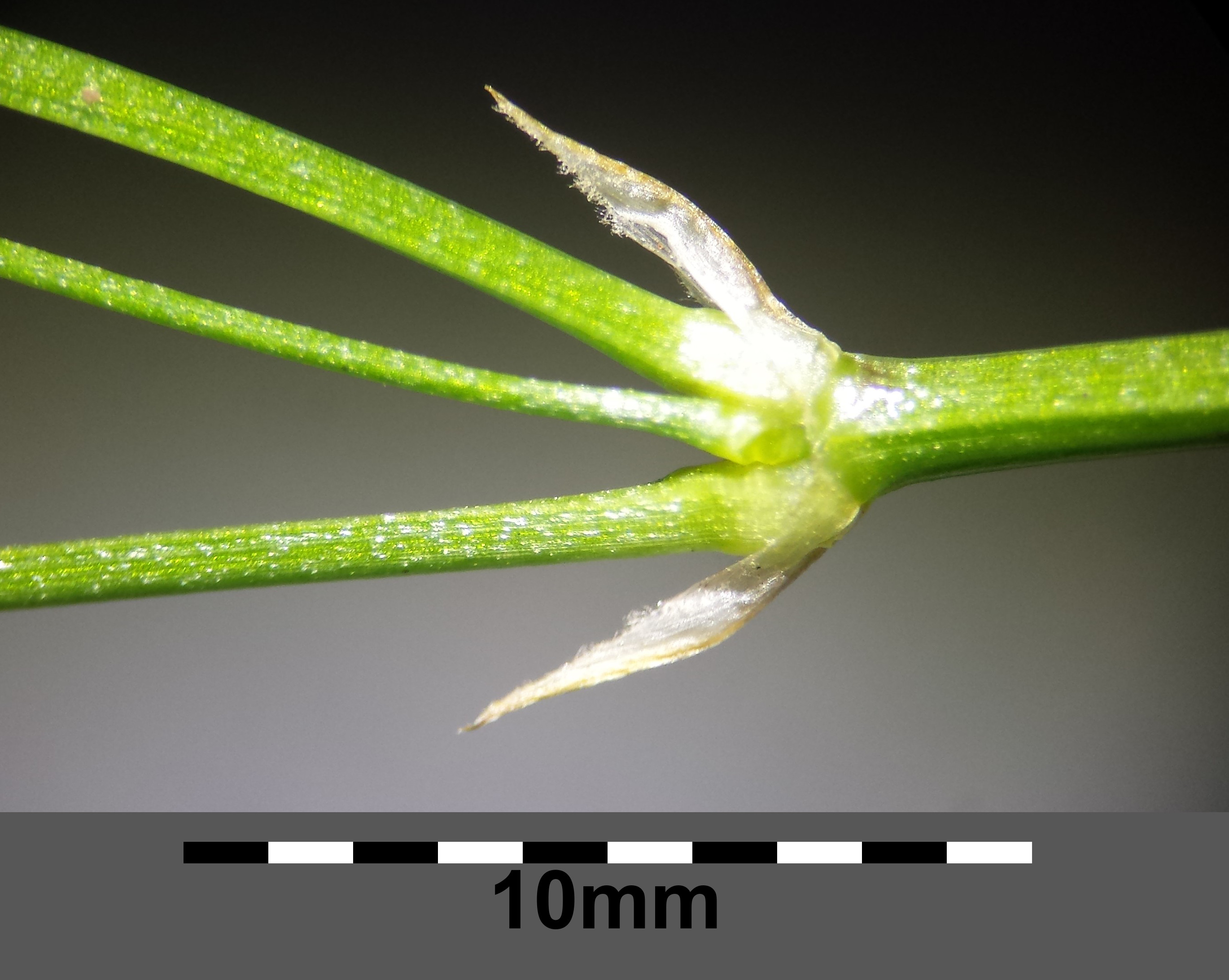
Hårfransar på stödbladen
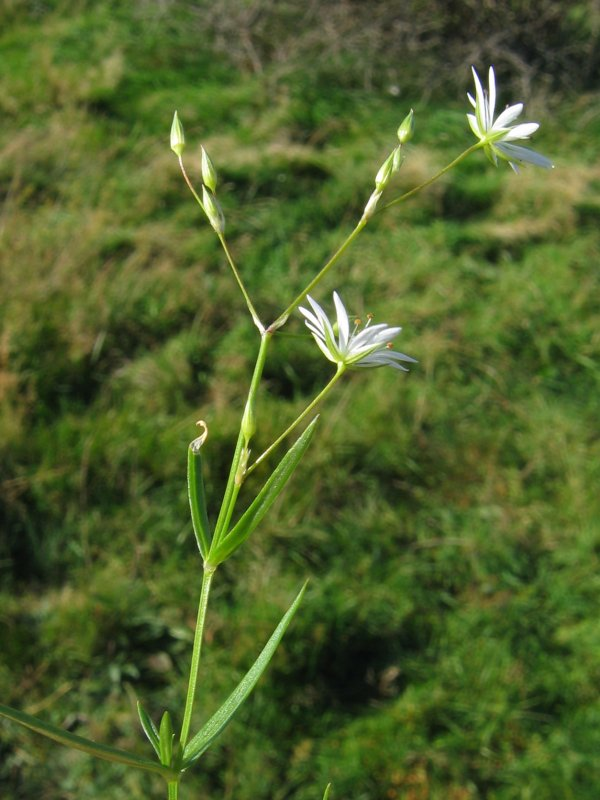
Tvåsidigt knippe Naturligt olika utvecklingsstadier på de olika grenarna. Toppblomman i klykan finns ännu inte.